# Associazione Fascista Calcio Venezia 1939-1940
Questa voce raccoglie le informazioni riguardanti l'Associazione Fascista Calcio Venezia nelle competizioni ufficiali della stagione 1939-1940.

## Rosa
| N. |                    | Ruolo | Calciatore              |
| -- | ------------------ | ----- | ----------------------- |
|    | Italia (bandiera)  | P     | Manlio Bacigalupo (III) |
|    | Uruguay (bandiera) | D     | Víctor Tortora          |
|    | Italia (bandiera)  | D     | Silvio Di Gennaro       |
|    | Italia (bandiera)  | D     | Emilio Gattoronchieri   |
|    | Italia (bandiera)  | D     | Andrea Signoretto       |
|    | Italia (bandiera)  | C     | Luigi Busidoni          |
|    | Italia (bandiera)  | C     | Guido Corbelli          |
|    | Italia (bandiera)  | C     | Aldo Pondrano           |
|    | Italia (bandiera)  | C     | Sandro Puppo            |
|    | Italia (bandiera)  | C     | Lidio Stefanini         |

| N. |                    | Ruolo | Calciatore           |
| -- | ------------------ | ----- | -------------------- |
|    | Italia (bandiera)  | C     | Italo Famea          |
|    | Italia (bandiera)  | A     | Giovanni Alberti     |
|    | Italia (bandiera)  | A     | Lodovico De Filippis |
|    | Italia (bandiera)  | A     | Francesco Pernigo    |
|    | Italia (bandiera)  | A     | Valentino Mazzola    |
|    | Italia (bandiera)  | A     | Balilla Lombardi     |
|    | Uruguay (bandiera) | A     | Rolando Tortora      |
|    | Italia (bandiera)  | A     | Mario Formenton      |
|    | Italia (bandiera)  | A     | Antonio Bisigato     |
|    | Italia (bandiera)  | A     | Dandolo Flumini      |

## Statistiche

### Statistiche di squadra
| Competizione | Punti | In casa | In casa | In casa | In casa | In casa | In casa | In trasferta | In trasferta | In trasferta | In trasferta | In trasferta | In trasferta | Totale | Totale | Totale | Totale | Totale | Totale | DR  |
| Competizione | Punti | G       | V       | N       | P       | Gf      | Gs      | G            | V            | N            | P            | Gf           | Gs           | G      | V      | N      | P      | Gf     | Gs     | DR  |
| ------------ | ----- | ------- | ------- | ------- | ------- | ------- | ------- | ------------ | ------------ | ------------ | ------------ | ------------ | ------------ | ------ | ------ | ------ | ------ | ------ | ------ | --- |
| Serie A      | 27    | 15      | 9       | 3       | 3       | 26      | 23      | 15           | 1            | 4            | 10           | 8            | 23           | 30     | 10     | 7      | 13     | 34     | 46     | -12 |
| Coppa Italia |       | 1       | 1       | 0       | 0       | 2       | 1       | 1            | 0            | 0            | 1            | 1            | 3            | 2      | 1      | 0      | 1      | 3      | 4      | -1  |
| Totale       |       | 16      | 10      | 3       | 3       | 28      | 25      | 16           | 1            | 4            | 11           | 9            | 26           | 32     | 11     | 7      | 14     | 37     | 50     | -13 |

### Statistiche dei giocatori
| Giocatore           | Serie A  | Serie A | Coppa Italia | Coppa Italia | Totale   | Totale |
| Giocatore           | Presenze | Reti    | Presenze     | Reti         | Presenze | Reti   |
| ------------------- | -------- | ------- | ------------ | ------------ | -------- | ------ |
| G. Alberti          | 30       | 10      | ?            | ?            | 30+      | 10+    |
| M. Bacigalupo (III) | 30       | -44     | ?            | ?            | 30+      | -44+   |
| A. Bisigato         | 1        | 0       | ?            | ?            | 1+       | 0+     |
| L. Busidoni         | 29       | 4       | ?            | ?            | 29+      | 4+     |
| G. Corbelli         | 29       | 7       | ?            | ?            | 29+      | 7+     |
| L. De Filippis      | 25       | 5       | ?            | ?            | 25+      | 5+     |
| S. Di Gennaro       | 18       | 0       | ?            | ?            | 18+      | 0+     |
| I. Famea            | 5        | 0       | ?            | ?            | 5+       | 0+     |
| D. Flumini          | 1        | 0       | ?            | ?            | 1+       | 0+     |
| M. Formenton        | 1        | 0       | ?            | ?            | 1+       | 0+     |
| E. Gattoronchieri   | 16       | 0       | ?            | ?            | 16+      | 0+     |
| S. Gianesello       | -        | -       | 1            | 0            | 1        | 0      |
| B. Lombardi         | 5        | 1       | ?            | ?            | 5+       | 1+     |
| V. Mazzola          | 6        | 1       | ?            | ?            | 6+       | 1+     |
| F. Pernigo          | 21       | 5       | ?            | ?            | 21+      | 5+     |
| A. Pondrano         | 29       | 0       | ?            | ?            | 29+      | 0+     |
| S. Puppo            | 28       | 1       | ?            | ?            | 28+      | 1+     |
| A. Signoretto       | 3        | 0       | ?            | ?            | 3+       | 0+     |
| L. Stefanini        | 25       | 0       | ?            | ?            | 25+      | 0+     |
| R. Tortora          | 2        | 0       | ?            | ?            | 2+       | 0+     |
| V. Tortora          | 26       | 0       | ?            | ?            | 26+      | 0+     |
| E. Veneri           | -        | -       | 1            | 0            | 1        | 0      |